# レッドブル・ザルツブルク
FCレッドブル・ザルツブルク（FC Red Bull Salzburg）は、オーストリアのザルツブルクをホームタウンとしているサッカークラブである。オーストリア・ブンデスリーガに加盟し、SKラピード・ウィーンやFKアウストリア・ウィーンと共にリーグを代表する強豪である。 スポンサーの制限により、クラブはFCザルツブルク（FC Salzburg）としても知られており、UEFAの大会でプレーする際には修正されたエンブレムと共に使用している。
クラブは1933年にSVアウストリア・ザルツブルク（SV Austria Salzburg）として設立され、幾度の名称変更の後、2005年にレッドブルに買収されると、名称とチームカラーを変更した。この変更により、チームのサポーターの一部が新しいクラブ、SVアウストリア・ザルツブルクを設立した。
2017年に国際サッカー歴史統計連盟（IFFHS）が発表したクラブ世界ランキングで10位にランクされた。

## 歴史

### 1930年代
1930年代まで存在していたFCラピード・ザルツブルクとFCヘルタ・ザルツブルクの合併により1933年9月13日にSVアウストリア・ザルツブルク（SV Austria Salzburg）として創設された。同じくザルツブルクを本拠地とするSAK 1914ザルツブルクの陰に長年隠れていたが、第二次世界大戦後に徐々に頭角を現すようになり、1953年に1部リーグにあたるオーストリア・ブンデスリーガ（当時のリーグ名は「Staatsliga」）に昇格した。

### 1960年代-1980年代
1971年にはオーストリア・ブンデスリーガ（以下「リーグ戦」と表記）とミトローパ・カップで準優勝した。一方で、1950年代には1度、1960年代には3度、1970年代と1980年代に1度ずつ2部リーグへの降格も経験し、特に1960年代はオーストリアを代表するエレベーターチームの１つであった。財政的な理由から1985年には同じくザルツブルクを本拠地とし、当時はSVアウストリア・ザルツブルクよりも好成績を収めていたライバルのSAK 1914ザルツブルクとの合併を自ら希望するものの、先方に断られるなどクラブの将来性が見えず、クラブの存続自体が長年に渡り危ぶまれていた。
FKアウストリア・ウィーン、ラピード・ウィーン、そしてFCヴァッカー・インスブルックの強豪クラブがリーグ優勝やカップ優勝を重ねる中、SVアウストリア・ザルツブルクはオーストリア・ブンデスリーガの弱小クラブの一つであった。
ちなみに1973年よりスポンサー名がクラブ名に付くようになり、クラブ名は"SV Gerngroß A. Salzburg"(1973-1976)、"SV Sparkasse Austria Salzburg"(1976-1978)、"SV Casino Austria Salzburg"(1978-1997)、"SV Wüstenrot Salzburg"(1997-2005)と変更された。

### 1990年代
長年スポンサーであったオーストリア・カジノ社が積極的に投資するようになり、ヴォルフガング・ファイアージンガー、トーマス・ヴィンクルホーファー、ハイモ・プファイフェンベルガー、ヘリベルト・ヴェーバー、オットー・コンラードなど数多くのオーストリア代表選手が所属するようになる。また、オリバー・ビアホフ（後にドイツ代表に選出）が1991年に入団してリーグ得点王になった。1992年および1993年にはオーストリア・ブンデスリーガで準優勝、1994年にオットー・バリッチ監督の下、リーグ優勝を果たした。
UEFAカップ1993-94では決勝に進出し、イタリアのインテルナツィオナーレ・ミラノに敗れたが、準優勝の成績を残した。
1994-1995のシーズンで2年連続のリーグ優勝。UEFAチャンピオンズリーグ 1994-95にも出場し、グループリーグでオランダのアヤックスにホームとアウェーで引き分け、ギリシャのAEKアテネには勝利するが、イタリアのACミランに敗れて、同勝ち点ながら得失点差でグループリーグで敗退した。
1995-1996シーズンはクラブ内の権力争いもありチームがなかなかまとまらずリーグ戦で8位に終わった。
1996年の夏には数多くの主力選手を放出、中心選手であったヴォルフガング・ファイアージンガーがボルシア・ドルトムントへ、ハイモ・プファイフェンベルガーがヴェルダー・ブレーメンへ、そしてオットー・コンラートがレアル・サラゴサへ移籍したが、レネー・アウフハウザー、ロベルト・イベルツベルガー、ゲルノット・プラスネッガーなど若手も育ち、リーグ戦で3度目の優勝を果たした。
1998年以降はリーグ戦、オーストリア・カップ、そしてヨーロッパカップでも結果を残す事が出来ず、オーストリア・ブンデスリーガでは優勝争いに絡むどころか、2部降格の危機もあった。

### 2000年代
2000年以降もオーストリア・ブンデスリーガで6位、6位、3位、7位、9位と目立った結果を残す事が出来ず、オーストリア・カップでも当時オーストリア2部に属していたFCケルンテンやザンクト・ペルテンに敗北するなど1990年代の黄金時代を知るザルツブルク・サポーターの期待を裏切り続けた。また財政上も非常に厳しい時期が続き、クラブは破産寸前の状態となり、プロサッカーの維持のみならず、クラブの存続自体が危ぶまれていた。
2005年、レッドブルなどを取り扱うオーストリアの飲料メーカーのレッドブル (企業)（以下「レッドブル社」）がクラブを買収。名称が「レッドブル・ザルツブルク」に変更された。
2005-06シーズンはFCヴァッカー・インスブルック、ハンブルガーSV、1.FCカイザースラウテルンなどの監督を務めたクルト・ヤーラが監督に就任。
バイエルン・ミュンヘンから元ドイツ代表のトーマス・リンケとアレクサンダー・ツィックラー、ボーフムからスロベニア代表のアレクサンデル・クナウス、チェコ代表のヴラティスラフ・ロクヴェンツなどが加入、リーグ戦で準優勝を果たす。しかしシーズン終了後、選手の移籍金問題でフロントと対立したためクルト・ヤーラは監督を解雇される。
2006年の夏に元イタリア代表監督のジョバンニ・トラパットーニと元ドイツ代表主将のローター・マテウスがそれぞれ監督とヘッドコーチに就任。また、ニコ・コヴァチ（元バイエル・レバークーゼン、ハンブルガーSV、バイエルン・ミュンヘン、ヘルタ・ベルリン）、ヨハン・フォンランテン（元PSVアイントホーフェン、NACブレダ、ブレシア）、ティモ・オクス（元1860ミュンヘン）、レモ・マイヤー（元FCルツェルン、1860ミュンヘン）、ホルヘ・ヴァルガス（元レッジーナ、エンポリ、リヴォルノ）、クリスティアン・ティファート（元VfBシュトゥットガルト）、マークス・シュタインヘーファー（元バイエルン・ミュンヘン・サテライト）などを獲得。2006年12月にガンバ大阪の宮本恒靖と浦和レッズの三都主アレサンドロを獲得。オーストリア・カップでは準決勝に進出し、リーグ戦は10年ぶりとなる4度目のリーグ優勝を果たした。
UEFAチャンピオンズリーグ 2006-07は予選3回戦でスペインのバレンシアCFに敗れた。
2007-08シーズンはリーグ戦で準優勝の成績を残した。UEFAチャンピオンズリーグ 2007-08は予選3回戦でウクライナのシャフタール・ドネツクに敗れた。
2007年6月12日、様々な見解の違いから（公式ホームページ日本語版）、ヘッドコーチのローター・マテウスを解任した。
2008-09シーズンよりアヤックス・アムステルダム、FCポルト、AZアルクマールなどで指揮を執ったオランダ出身のコー・アドリアーンセが監督に就任した。

## バイエルン・ミュンヘンとの提携関係
2005年より2012年までドイツ・ブンデスリーガのFCバイエルン・ミュンヘンと提携関係を結んでいた関係から多くの元FCバイエルン・ミュンヘンの選手・スタッフがレッドブル・ザルツブルクに所属し深い関係を築いていた。当時のクラブスポンサーもFCバイエルン・ミュンヘンと同じアディダスとアウディであった。また、「皇帝」として知られるフランツ・ベッケンバウアーのネットワークもあり、数多くの元2006 FIFAワールドカップの実行委員会のメンバーがクラブマネジメントに携わっていた。
元FCバイエルン・ミュンヘンのクラブ関係者
- 特別顧問：フランツ・ベッケンバウアー
- スポーツディレクター：オリヴァー・クロイツァー（2006年12月～2007年9月）
- 監督：ジョバンニ・トラパットーニ（2006年6月～2008年5月）
- ヘッドコーチ：ローター・マテウス（2006年6月～2007年6月）
- ヘッドコーチ：トルステン・フィンク（2007年6月～2008年1月）
- アシスタントコーチ;ハンジ・フリック（2006年6月～2006年8月）

元2006 FIFAワールドカップ実行委員会のクラブ関係者
- ジェネラルマネージャー：ヘルムート・ザンドロック
- サッカー部門取締役：マークス・ヘーフレ
- チームマネージャー：マーク・ラング

さらにトーマス・リンケ、アレクサンダー・ツィックラー、ニコ・コバチ、マークス・シュタインヘーファーと往年のバイエルン・ミュンヘンの選手がレッドブル・ザルツブルクに所属していた。
2006-2007年シーズンには元バイエルン・ミュンヘンの名選手ローター・マテウスがヘッドコーチを務めていたが、2007年6月12日に解任された。後任のトルステン・フィンクも元バイエルン・ミュンヘンの選手であった。
また、日本人選手獲得の原動力となったスポーツディレクターオリヴァー・クロイツァーも元バイエルン・ミュンヘンのDFとしてドイツ・ブンデスリーガ優勝やUEFAカップ優勝などの実績を残している。

## レッドブル社のサッカークラブへの投資
レッドブル社は以前から、モータースポーツやエクストリームスポーツに対して資本提供する事が多かったが、FCレッドブル・ザルツブルクの前身となったSVアウストリア・ザルツブルクの経営権を取得した以外にも、2006年にメジャーリーグサッカーのメトロスターズを買収、ニューヨーク・レッドブルズとして現在でも運営している。
その他にもレッドブル・グループではドイツ・ブンデスリーガのRBライプツィヒ、オーストリア2部のFCリーフェリング、そしてレッドブル・ブラジルを経営している。
また、2007年10月からガーナでレッドブル・ガーナを経営していたが、2013年に経営権を別の運営会社に譲った。しかし新たに命名された「West African Football Academy」とは提携関係を結んでいる。

### RBライプツィヒとの関係
2016-17シーズンにレッドブル・ザルツブルクはオーストリア・ブンデスリーガを優勝、RBライプツィヒはドイツ・ブンデスリーガを2位になり、共に2017-18シーズンのUEFAチャンピオンズリーグ出場権を獲得した。しかし、チャンピオンズリーグを主催するUEFAの規約で「同一の出資者または個人が運営する2つのクラブは同時に出場することができない。」とされているため、RBライプツィヒがCLに出場できない可能性があると報じられた。しかし、UEFAは両クラブのCL出場は規約に抵触しないとして出場を認めた。
ラルフ・ラングニックは両クラブのスポーツディレクターを務めていたが、2015年にRBライプツィヒのSD職に専念することになったほか、レッドブルグループのサッカークラブを統括する役職にRBライプツィヒのCEOが就いていたが、2017年からRBライプツィヒに専念することになるなど、両クラブの独立性を高めるための分離が図られた。
レッドブル・ザルツブルクに所属する選手がライプツィヒにグループ内移籍するケースが多くみられる。2016年夏にはナビ・ケイタ、ベルナルドらがRBライプツィヒに移籍した。2019年から過去7年間で18名の選手がレッドブル・ザルツブルクからRBライプツィヒに移籍している。
2018-19シーズンのUEFAヨーロッパリーグでは、両クラブがグループリーグ同組となり直接対決が実現した。2018年9月20日、RBライプツィヒのホームで行われた試合は3-2でアウェーのレッドブル・ザルツブルクが勝利し、11月29日のレッドブル・ザルツブルクのホームでの試合も1-0でレッドブル・ザルツブルクが勝利した。

## タイトル

### 国内タイトル
オーストリア・ブンデスリーガ1部
- 優勝 17回 1993-94, 1994-95, 1996-97, 2006-07, 2008-09, 2009-10, 2011-12, 2013-14, 2014-15, 2015-16, 2016-17, 2017-18, 2018-19, 2019-20, 2020-21, 2021-22, 2022-23
- 準優勝 8回 1970-71, 1991-92, 1992-93, 2005-06, 2007-08, 2010-11, 2012-13, 2023-24

オーストリア・カップ
- 優勝 8回 2011-12, 2013-14, 2014-15, 2015-16, 2016-17, 2018-19, 2019-20, 2020-21, 2021-22
- 準優勝 5回 1973-74, 1979-80, 1980-81, 1999-00, 2017-18

オーストリア・スーパーカップ
- 優勝 3回 1994, 1995, 1997

エアステリーガ（オーストリア2部リーグ）
- 優勝 2回 1977-78, 1986-87

オーストリア・室内サッカーカップ
- 優勝 1回 1999

### 国際タイトル
- ミトローパ・カップ準優勝1回（1971年）
- UEFAヨーロッパリーグ準優勝1回　（1994年）

## 過去の成績
| シーズン | リーグ戦                     | リーグ戦 | リーグ戦 | リーグ戦 | リーグ戦 | リーグ戦 | リーグ戦 | リーグ戦 | リーグ戦 | オーストリア・カップ |
| シーズン | ディビジョン                 | 順位     | 試       | 勝       | 分       | 敗       | 得       | 失       | 点       | オーストリア・カップ |
| -------- | ---------------------------- | -------- | -------- | -------- | -------- | -------- | -------- | -------- | -------- | -------------------- |
| 1993-94  | オーストリア・ブンデスリーガ | 1位      | 36       | 21       | 9        | 6        | 56       | 18       | 51       | ベスト16             |
| 1994-95  | オーストリア・ブンデスリーガ | 1位      | 36       | 15       | 17       | 4        | 48       | 24       | 47       | 準決勝敗退           |
| 1995-96  | オーストリア・ブンデスリーガ | 8位      | 36       | 10       | 14       | 12       | 53       | 51       | 44       | ベスト16             |
| 1996-97  | オーストリア・ブンデスリーガ | 1位      | 36       | 19       | 12       | 5        | 54       | 25       | 69       | 準決勝敗退           |
| 1997-98  | オーストリア・ブンデスリーガ | 4位      | 36       | 16       | 8        | 12       | 48       | 33       | 56       | 準々決勝敗退         |
| 1998-99  | オーストリア・ブンデスリーガ | 4位      | 36       | 15       | 12       | 9        | 55       | 40       | 57       | 準々決勝敗退         |
| 1999-00  | オーストリア・ブンデスリーガ | 6位      | 36       | 12       | 10       | 14       | 39       | 45       | 46       | 準優勝               |
| 2000-01  | オーストリア・ブンデスリーガ | 6位      | 36       | 13       | 10       | 13       | 49       | 45       | 49       | ベスト16             |
| 2001-02  | オーストリア・ブンデスリーガ | 6位      | 36       | 13       | 10       | 13       | 42       | 40       | 49       | 準決勝敗退           |
| 2002-03  | オーストリア・ブンデスリーガ | 3位      | 36       | 15       | 11       | 10       | 51       | 46       | 56       | 準決勝敗退           |
| 2003-04  | オーストリア・ブンデスリーガ | 7位      | 36       | 11       | 5        | 20       | 44       | 48       | 38       | ベスト16             |
| 2004-05  | オーストリア・ブンデスリーガ | 9位      | 36       | 9        | 9        | 18       | 37       | 51       | 36       | ベスト16             |
| 2005-06  | オーストリア・ブンデスリーガ | 2位      | 36       | 20       | 3        | 13       | 62       | 42       | 63       | 2回戦敗退            |
| 2006-07  | オーストリア・ブンデスリーガ | 1位      | 36       | 22       | 9        | 5        | 70       | 23       | 75       | 準決勝敗退           |
| 2007-08  | オーストリア・ブンデスリーガ | 2位      | 36       | 18       | 9        | 9        | 63       | 42       | 63       |                      |
| 2008-09  | オーストリア・ブンデスリーガ | 1位      | 36       | 23       | 5        | 8        | 86       | 50       | 74       | ベスト16             |
| 2009-10  | オーストリア・ブンデスリーガ | 1位      | 36       | 22       | 10       | 4        | 68       | 27       | 76       | ベスト16             |
| 2010-11  | オーストリア・ブンデスリーガ | 2位      | 36       | 17       | 12       | 7        | 53       | 31       | 63       | 2回戦敗退            |
| 2011-12  | オーストリア・ブンデスリーガ | 1位      | 36       | 19       | 11       | 6        | 60       | 30       | 68       | 優勝                 |
| 2012-13  | オーストリア・ブンデスリーガ | 2位      | 36       | 22       | 11       | 3        | 91       | 39       | 77       | 準決勝敗退           |
| 2013-14  | オーストリア・ブンデスリーガ | 1位      | 36       | 25       | 5        | 6        | 110      | 35       | 80       | 優勝                 |
| 2014-15  | オーストリア・ブンデスリーガ | 1位      | 36       | 22       | 7        | 7        | 99       | 42       | 73       | 優勝                 |
| 2015-16  | オーストリア・ブンデスリーガ | 1位      | 36       | 21       | 11       | 4        | 71       | 33       | 74       | 優勝                 |
| 2016-17  | オーストリア・ブンデスリーガ | 1位      | 36       | 25       | 6        | 5        | 74       | 24       | 81       | 優勝                 |
| 2017-18  | オーストリア・ブンデスリーガ | 1位      | 36       | 25       | 8        | 3        | 81       | 29       | 83       | 準優勝               |
| 2018-19  | オーストリア・ブンデスリーガ | 1位      | 32       | 25       | 5        | 2        | 79       | 27       | 52       | 優勝                 |
| 2019-20  | オーストリア・ブンデスリーガ | 1位      | 32       | 22       | 8        | 2        | 110      | 34       | 50       | 優勝                 |
| 2020-21  | オーストリア・ブンデスリーガ | 1位      | 32       | 25       | 2        | 5        | 94       | 33       | 51       | 優勝                 |
| 2021-22  | オーストリア・ブンデスリーガ | 1位      | 32       | 25       | 5        | 2        | 77       | 19       | 52       | 優勝                 |
| 2022-23  | オーストリア・ブンデスリーガ | 1位      | 32       | 23       | 8        | 1        | 67       | 22       | 49       | 準々決勝敗退         |
| 2023-24  | オーストリア・ブンデスリーガ | 2位      | 32       | 20       | 7        | 5        | 74       | 29       | 42       | 準決勝敗退           |

## 欧州の成績
| シーズン | 大会                       | ラウンド       | 対戦相手                   | ホーム       | アウェー | 合計        |  |
| -------- | -------------------------- | -------------- | -------------------------- | ------------ | -------- | ----------- |  |
| 1971-72  | UEFAカップ                 | 1回戦          | UTAアラド                  | 3-1          | 1-4      | 4-5         |  |
| 1976-77  | UEFAカップ                 | 1回戦          | アダナスポル               | 5-0          | 0-2      | 5-2         |  |
| 1976-77  | UEFAカップ                 | 2回戦          | ツルヴェナ・ズヴェズダ     | 2-1          | 0-1      | 2-2 (a)     |  |
| 1980-81  | UEFAカップウィナーズカップ | 1回戦          | デュッセルドルフ           | 0-3          | 0-5      | 0-8         |  |
| 1992-93  | UEFAカップ                 | 1回戦          | アヤックス                 | 0-3          | 1-3      | 1-6         |  |
| 1993-94  | UEFAカップ                 | 1回戦          | ドゥナイスカー・ストレダ   | 2-0          | 2-0      | 4-0         |  |
| 1993-94  | UEFAカップ                 | 2回戦          | アントワープ               | 1-0          | 1-0      | 2-0         |  |
| 1993-94  | UEFAカップ                 | 3回戦          | スポルティングCP           | 3-0 (a.e.t.) | 0-2      | 3-2         |  |
| 1993-94  | UEFAカップ                 | 準々決勝       | フランクフルト             | 1-0          | 0-1      | 1-1 (6-4 p) |  |
| 1993-94  | UEFAカップ                 | 準決勝         | カールスルーエ             | 0-0          | 1-1      | 1-1 (a)     |  |
| 1993-94  | UEFAカップ                 | 決勝           | インテル・ミラノ           | 0-1          | 0-1      | 0-2         |  |
| 1994-95  | UEFAチャンピオンズリーグ   | 予選1回戦      | マッカビ・ハイファ         | 3-1          | 2-1      | 5-2         |  |
| 1994-95  | UEFAチャンピオンズリーグ   | グループD      | AEKアテネ                  | 0-0          | 3-1      | 3位         |  |
| 1994-95  | UEFAチャンピオンズリーグ   | グループD      | ミラン                     | 0-1          | 0-3      | 3位         |  |
| 1994-95  | UEFAチャンピオンズリーグ   | グループD      | アヤックス                 | 0-0          | 1-1      | 3位         |  |
| 1995-96  | UEFAチャンピオンズリーグ   | 予選1回戦      | ステアウア・ブカレスト     | 0-0          | 0-1      | 0-1         |  |
| 1997-98  | UEFAチャンピオンズリーグ   | 予選1回戦      | スパルタ・プラハ           | 0-0          | 0-3      | 0-3         |  |
| 1997-98  | UEFAカップ                 | 1回戦          | アンデルレヒト             | 4-3          | 2-4      | 6-7         |  |
| 1998     | UEFAインタートトカップ     | 2回戦          | ザンクト・ガレン           | 3-1          | 0-1      | 3-2         |  |
| 1998     | UEFAインタートトカップ     | 3回戦          | トゥウェンテ               | 3-1          | 2-2      | 5-3         |  |
| 1998     | UEFAインタートトカップ     | 準決勝         | フォルトゥナ・シッタート   | 3-1          | 1-2      | 4-3         |  |
| 1998     | UEFAインタートトカップ     | 決勝           | バレンシア                 | 0-2          | 1-2      | 1-4         |  |
| 2000     | UEFAインタートトカップ     | 2回戦          | ニストル・オタチ           | 1-1          | 6-2      | 7-3         |  |
| 2000     | UEFAインタートトカップ     | 3回戦          | スタンダール・リエージュ   | 1-1          | 1-3      | 2-4         |  |
| 2003-04  | UEFAカップ                 | 1回戦          | ウディネーゼ               | 0-1          | 2-1      | 2-2 (a)     |  |
| 2003-04  | UEFAカップ                 | 2回戦          | パルマ                     | 0-4          | 0-5      | 0-9         |  |
| 2006-07  | UEFAチャンピオンズリーグ   | 2回戦          | チューリッヒ               | 2-0          | 1-2      | 3-2         |  |
| 2006-07  | UEFAチャンピオンズリーグ   | 3回戦          | バレンシア                 | 1-0          | 0-3      | 1-3         |  |
| 2006-07  | UEFAカップ                 | 1回戦          | ブラックバーン             | 2-2          | 0-2      | 2-4         |  |
| 2007-08  | UEFAチャンピオンズリーグ   | 2回戦          | ヴェンツピルス             | 4-0          | 3-0      | 7-0         |  |
| 2007-08  | UEFAチャンピオンズリーグ   | 3回戦          | シャフタール・ドネツク     | 1-0          | 1-3      | 2-3         |  |
| 2007-08  | UEFAカップ                 | 1回戦          | AEKアテネ                  | 1-0          | 0-3      | 1-3         |  |
| 2008-09  | UEFAカップ                 | 予選1回戦      | バナンツ・エレバン         | 7-0          | 3-0      | 10-0        |  |
| 2008-09  | UEFAカップ                 | 予選2回戦      | スードゥヴァ・マリヤンポレ | 0-1          | 4-1      | 4-2         |  |
| 2008-09  | UEFAカップ                 | 1回戦          | セビージャ                 | 0-2          | 0-2      | 0-4         |  |
| 2009-10  | UEFAチャンピオンズリーグ   | 予選2回戦      | ボヘミアン                 | 1-1          | 1-0      | 2-1         |  |
| 2009-10  | UEFAチャンピオンズリーグ   | 予選3回戦      | ディナモ・ザグレブ         | 1-1          | 2-1      | 3-2         |  |
| 2009-10  | UEFAチャンピオンズリーグ   | プレーオフ     | マッカビ・ハイファ         | 1-2          | 0-3      | 1-5         |  |
| 2009-10  | UEFAヨーロッパリーグ       | グループG      | ラツィオ                   | 2-1          | 2-1      | 1位         |  |
| 2009-10  | UEFAヨーロッパリーグ       | グループG      | ビジャレアル               | 2-0          | 1-0      | 1位         |  |
| 2009-10  | UEFAヨーロッパリーグ       | グループG      | レフスキ・ソフィア         | 1-0          | 1-0      | 1位         |  |
| 2009-10  | UEFAヨーロッパリーグ       | ラウンド32     | スタンダール・リエージュ   | 0-0          | 2-3      | 2-3         |  |
| 2010-11  | UEFAチャンピオンズリーグ   | 予選2回戦      | HBトースハウン             | 5-0          | 0-1      | 5-1         |  |
| 2010-11  | UEFAチャンピオンズリーグ   | 予選3回戦      | オモニア                   | 4-1          | 1-1      | 5-2         |  |
| 2010-11  | UEFAチャンピオンズリーグ   | プレーオフ     | ハポエル・テルアビブ       | 2-3          | 1-1      | 3-4         |  |
| 2010-11  | UEFAヨーロッパリーグ       | グループA      | マンチェスター・シティ     | 0-2          | 0-3      | 4位         |  |
| 2010-11  | UEFAヨーロッパリーグ       | グループA      | レフ・ポズナン             | 0-1          | 0-2      | 4位         |  |
| 2010-11  | UEFAヨーロッパリーグ       | グループA      | ユヴェントス               | 1-1          | 0-0      | 4位         |  |
| 2011-12  | UEFAヨーロッパリーグ       | 予選2回戦      | リエパーヤス・メタルルグス | 4-1          | 0-0      | 4-1         |  |
| 2011-12  | UEFAヨーロッパリーグ       | 予選3回戦      | セニツァ                   | 1-0          | 3-0      | 4-0         |  |
| 2011-12  | UEFAヨーロッパリーグ       | プレーオフ     | オモニア                   | 1-0          | 1-2      | 2-2 (a)     |  |
| 2011-12  | UEFAヨーロッパリーグ       | グループF      | パリ・サンジェルマン       | 2-0          | 1-3      | 2位         |  |
| 2011-12  | UEFAヨーロッパリーグ       | グループF      | スロヴァン・ブラチスラヴァ | 3-0          | 3-2      | 2位         |  |
| 2011-12  | UEFAヨーロッパリーグ       | グループF      | アスレティック・ビルバオ   | 0-1          | 2-2      | 2位         |  |
| 2011-12  | UEFAヨーロッパリーグ       | ラウンド32     | メタリスト・ハルキウ       | 0-4          | 1-4      | 1-8         |  |
| 2012-13  | UEFAチャンピオンズリーグ   | 予選2回戦      | F91デュドランジュ          | 4-3          | 0-1      | 4-4 (a)     |  |
| 2013-14  | UEFAチャンピオンズリーグ   | 予選3回戦      | フェネルバフチェ           | 1-1          | 1-3      | 2-4         |  |
| 2013-14  | UEFAヨーロッパリーグ       | プレーオフ     | ジャルギリス・ヴィリニュス | 5-0          | 2-0      | 7-0         |  |
| 2013-14  | UEFAヨーロッパリーグ       | グループC      | エルフスボリ               | 4-0          | 1-0      | 1位         |  |
| 2013-14  | UEFAヨーロッパリーグ       | グループC      | エスビャウ                 | 3-0          | 2-1      | 1位         |  |
| 2013-14  | UEFAヨーロッパリーグ       | グループC      | スタンダール・リエージュ   | 2-1          | 3-1      | 1位         |  |
| 2013-14  | UEFAヨーロッパリーグ       | ラウンド32     | アヤックス                 | 3-1          | 3-0      | 6-1         |  |
| 2013-14  | UEFAヨーロッパリーグ       | ラウンド16     | バーゼル                   | 0-0          | 1-2      | 1-2         |  |
| 2014-15  | UEFAチャンピオンズリーグ   | 予選3回戦      | カラバフ                   | 2-0          | 1-2      | 3-2         |  |
| 2014-15  | UEFAチャンピオンズリーグ   | プレーオフ     | マルメFF                   | 2-1          | 0-3      | 2-4         |  |
| 2014-15  | UEFAヨーロッパリーグ       | グループD      | セルティック               | 2-2          | 3-1      | 1位         |  |
| 2014-15  | UEFAヨーロッパリーグ       | グループD      | アストラ・ジュルジュ       | 5-1          | 2-1      | 1位         |  |
| 2014-15  | UEFAヨーロッパリーグ       | グループD      | ディナモ・ザグレブ         | 4-2          | 5-1      | 1位         |  |
| 2014-15  | UEFAヨーロッパリーグ       | ラウンド32     | ビジャレアル               | 1-3          | 1-2      | 2-5         |  |
| 2015-16  | UEFAチャンピオンズリーグ   | 予選3回戦      | マルメFF                   | 2-0          | 0-3      | 2-3         |  |
| 2015-16  | UEFAヨーロッパリーグ       | プレーオフ     | ディナモ・ミンスク         | 2-0          | 0-2      | 2-2 (2-3 p) |  |
| 2016-17  | UEFAチャンピオンズリーグ   | 予選2回戦      | リエパーヤ                 | 1-0          | 2-0      | 3-0         |  |
| 2016-17  | UEFAチャンピオンズリーグ   | 予選3回戦      | パルティザニ・ティラナ     | 2-0          | 1-0      | 3-0         |  |
| 2016-17  | UEFAチャンピオンズリーグ   | プレーオフ     | ディナモ・ザグレブ         | 1-2 (a.e.t.) | 1-1      | 2-3         |  |
| 2016-17  | UEFAヨーロッパリーグ       | グループI      | シャルケ04                 | 2-0          | 1-3      | 3位         |  |
| 2016-17  | UEFAヨーロッパリーグ       | グループI      | クラスノダール             | 0-1          | 1-1      | 3位         |  |
| 2016-17  | UEFAヨーロッパリーグ       | グループI      | ニース                     | 0-1          | 2-0      | 3位         |  |
| 2017-18  | UEFAチャンピオンズリーグ   | 予選2回戦      | ヒバーニアンズ             | 3-0          | 3-0      | 6-0         |  |
| 2017-18  | UEFAチャンピオンズリーグ   | 予選3回戦      | リエカ                     | 1-1          | 0-0      | 1-1 (a)     |  |
| 2017-18  | UEFAヨーロッパリーグ       | プレーオフ     | ヴィトルル・コンスタンツァ | 4-0          | 3-1      | 7-1         |  |
| 2017-18  | UEFAヨーロッパリーグ       | グループI      | マルセイユ                 | 1-0          | 0-0      | 1位         |  |
| 2017-18  | UEFAヨーロッパリーグ       | グループI      | ヴィトーリア               | 3-0          | 1-1      | 1位         |  |
| 2017-18  | UEFAヨーロッパリーグ       | グループI      | コンヤスポル               | 0-0          | 2-0      | 1位         |  |
| 2017-18  | UEFAヨーロッパリーグ       | ラウンド32     | レアル・ソシエダ           | 2-1          | 2-2      | 4-3         |  |
| 2017-18  | UEFAヨーロッパリーグ       | ラウンド16     | ボルシア・ドルトムント     | 0-0          | 2-1      | 2-1         |  |
| 2017-18  | UEFAヨーロッパリーグ       | 準々決勝       | ラツィオ                   | 4-1          | 2-4      | 6-5         |  |
| 2017-18  | UEFAヨーロッパリーグ       | 準決勝         | マルセイユ                 | 2-1 (a.e.t.) | 0-2      | 2-3         |  |
| 2018-19  | UEFAチャンピオンズリーグ   | 予選3回戦      | シュケンディヤ             | 3-0          | 1-0      | 4-0         |  |
| 2018-19  | UEFAチャンピオンズリーグ   | プレーオフ     | ツルヴェナ・ズヴェズダ     | 2-2          | 0-0      | 2-2 (a)     |  |
| 2018-19  | UEFAヨーロッパリーグ       | グループB      | ローゼンボリ               | 3-0          | 5-2      | 1位         |  |
| 2018-19  | UEFAヨーロッパリーグ       | グループB      | セルティック               | 3-1          | 2-1      | 1位         |  |
| 2018-19  | UEFAヨーロッパリーグ       | グループB      | ライプツィヒ               | 1-0          | 3-2      | 1位         |  |
| 2018-19  | UEFAヨーロッパリーグ       | ラウンド32     | クラブ・ブルッヘ           | 4-0          | 1-2      | 5-2         |  |
| 2018-19  | UEFAヨーロッパリーグ       | ラウンド16     | ナポリ                     | 3-1          | 0-3      | 3-4         |  |
| 2019-20  | UEFAチャンピオンズリーグ   | グループE      | ヘンク                     | 6-2          | 4-1      | 3位         |  |
| 2019-20  | UEFAチャンピオンズリーグ   | グループE      | ナポリ                     | 2-3          | 1-1      | 3位         |  |
| 2019-20  | UEFAチャンピオンズリーグ   | グループE      | リヴァプール               | 0-2          | 3-4      | 3位         |  |
| 2019-20  | UEFAヨーロッパリーグ       | ラウンド32     | フランクフルト             | 2-2          | 1-4      | 3-6         |  |
| 2020-21  | UEFAチャンピオンズリーグ   | プレーオフ     | マッカビ・テルアビブ       | 3-1          | 2-1      | 5-1         |  |
| 2020-21  | UEFAチャンピオンズリーグ   | グループA      | バイエルン・ミュンヘン     | 2-6          | 1-3      | 3位         |  |
| 2020-21  | UEFAチャンピオンズリーグ   | グループA      | アトレティコ・マドリード   | 0-2          | 2-3      | 3位         |  |
| 2020-21  | UEFAチャンピオンズリーグ   | グループA      | ロコモティフ・モスクワ     | 2-2          | 3-1      | 3位         |  |
| 2020-21  | UEFAヨーロッパリーグ       | ラウンド32     | ビジャレアル               | 0-2          | 1-2      | 1-4         |  |
| 2021-22  | UEFAチャンピオンズリーグ   | プレーオフ     | ブレンビー                 | 2-1          | 2-1      | 4-2         |  |
| 2021-22  | UEFAチャンピオンズリーグ   | グループG      | セビージャ                 | 1-0          | 1-1      | 2位         |  |
| 2021-22  | UEFAチャンピオンズリーグ   | グループG      | リール                     | 2-1          | 0-1      | 2位         |  |
| 2021-22  | UEFAチャンピオンズリーグ   | グループG      | ヴォルフスブルク           | 3-1          | 1-3      | 2位         |  |
| 2021-22  | UEFAチャンピオンズリーグ   | ラウンド16     | バイエルン・ミュンヘン     | 1-1          | 1-7      | 2-8         |  |
| 2022-23  | UEFAチャンピオンズリーグ   | グループE      | ミラン                     | 1-1          | 0-4      | 3位         |  |
| 2022-23  | UEFAチャンピオンズリーグ   | グループE      | チェルシー                 | 1-2          | 1-1      | 3位         |  |
| 2022-23  | UEFAチャンピオンズリーグ   | グループE      | ディナモ・ザグレブ         | 1-0          | 1-1      | 3位         |  |
| 2022-23  | UEFAヨーロッパリーグ       | 決勝プレーオフ | ローマ                     | 1-0          | 0-2      | 1-2         |  |
| 2023-24  | UEFAチャンピオンズリーグ   | グループD      | ベンフィカ                 | 1-3          | 2-0      | 4位         |  |
| 2023-24  | UEFAチャンピオンズリーグ   | グループD      | レアル・ソシエダ           | 0-2          | 0-0      | 4位         |  |
| 2023-24  | UEFAチャンピオンズリーグ   | グループD      | インテル・ミラノ           | 0-1          | 1-2      | 4位         |  |

## 現所属メンバー
2023年9月2日現在
注：選手の国籍表記はFIFAの定めた代表資格ルールに基づく。
| No. | Pos. |                  | 選手名                   |
| --- | ---- | ---------------- | ------------------------ |
| 1   | GK   | ドイツ           | ニコ・マントル           |
| 3   | DF   | セルビア         | アレクサ・テルジッチ     |
| 4   | DF   | ポーランド       | カミル・ピョンツコフスキ |
| 5   | DF   | スイス           | ブライアン・オコー       |
| 6   | DF   | オーストリア     | ザムソン・バイドゥ       |
| 7   | MF   | アルゼンチン     | ニコラス・カパルド       |
| 8   | MF   | オーストリア     | ディヨン・カメリ         |
| 10  | MF   | クロアチア       | ルカ・スチッチ           |
| 11  | FW   | ブラジル         | フェルナンド             |
| 14  | MF   | デンマーク       | マウリッツ・ケアゴー     |
| 15  | MF   | マリ共和国       | ママディ・ディアンブ     |
| 16  | MF   | 日本             | 川村拓夢                 |
| 17  | DF   | オーストリア     | アンドレアス・ウルマー   |
| 18  | MF   | デンマーク       | マッズ・ビストルップ     |
| 19  | FW   | コートジボワール | カリム・コナテ           |
| 20  | FW   | マリ共和国       | セク・コイタ             |

| No. | Pos. |                          | 選手名                       |
| --- | ---- | ------------------------ | ---------------------------- |
| 21  | FW   | セルビア                 | ペタル・ラトコヴ             |
| 22  | DF   | フランス                 | ウマル・ソレ                 |
| 23  | FW   | クロアチア               | ロコ・シミッチ               |
| 24  | GK   | オーストリア             | アレクサンダー・シュラーガー |
| 27  | MF   | フランス                 | リュカ・グルナ＝ドゥアト     |
| 29  | DF   | マリ共和国               | ダウダ・ギャンド             |
| 30  | MF   | イスラエル               | オスカル・グローフ           |
| 31  | DF   | セルビア                 | ストラヒニャ・パヴロヴィッチ |
| 32  | MF   | ガーナ                   | アマンクワ・フォーソン       |
| 36  | MF   | オーストリア             | ユスティン・オモレジ         |
| 39  | DF   | ドイツ                   | レアンドロ・モルガラ         |
| 41  | GK   | ドイツ                   | ヨナス・クラムレイ           |
| 45  | FW   | マリ共和国               | ネネ・ドルジェル             |
| 55  | DF   | オーストリア             | ルーカシュ・ヴァルナー       |
| 70  | DF   | ボスニア・ヘルツェゴビナ | アマル・デディッチ           |

監督
- ペピン・リンダース

### ローン移籍
in
注：選手の国籍表記はFIFAの定めた代表資格ルールに基づく。
| No. | Pos. |  | 選手名 |
| --- | ---- |  | ------ |

out
注：選手の国籍表記はFIFAの定めた代表資格ルールに基づく。
| No. | Pos. |            | 選手名                                          |
| --- | ---- | ---------- | ----------------------------------------------- |
| --  | DF   | ベルギー   | イグナス・ファン・デル・ブレント (ハンブルガー) |
| --  | MF   | マリ共和国 | ローレンス・アギェクム (リーフェリング)         |

| No. | Pos. |              | 選手名                                    |
| --- | ---- | ------------ | ----------------------------------------- |
| --  | MF   | ナイジェリア | サムソン・ティジャニ (ヴォルフスベルガー) |
| --  | MF   | マリ共和国   | ママドゥ・サンガレ (ハルトベルク)         |

## 歴代監督
| 氏名                         | 国籍           | 期間                 |
| ---------------------------- | -------------- | -------------------- |
| オットー・バリッチ           | クロアチア     | 1991 - 1995          |
| ヘルマン・シュテッスル       | オーストリア   | 1995 - 1996          |
| ヘリベルト・ヴェーバー       | オーストリア   | 1996 - 1998          |
| ハンス・クランクル           | オーストリア   | 1998 - 2000          |
| ミロスラフ・ポラック         | オーストリア   | 2000                 |
| ハンス・バッケ               | スウェーデン   | 2000 - 2001          |
| ラース・ゼンデガールド       | デンマーク     | 2001 - 2003          |
| ペーター・アスィオン         | ドイツ         | 2003                 |
| ヴァルター・ヘルマン         | オーストリア   | 2004                 |
| ペーター・アスィオン         | ドイツ         | 2004-05              |
| ニコラ・ユルチェヴィッチ     | クロアチア     | 2005                 |
| マンフレッド・リンツマイヤー | オーストリア   | 2005                 |
| クルト・ヤーラ               | オーストリア   | 2005-06              |
| ジョバンニ・トラパットーニ   | イタリア       | 2006/6/2 - 2008/5/31 |
| コー・アドリアーンセ         | オランダ       | 2008/6/1 - 2009      |
| フーブ・ステフェンス         | オランダ       | 2009 - 2011/4/8      |
| リカルド・モニス             | オランダ       | 2011/4/8 - 2012/6/12 |
| ロガー・シュミット           | ドイツ         | 2012-2014            |
| アドルフ・ヒュッター         | オーストリア   | 2014-2015            |
| ペーター・ツァイドラー       | オーストリア   | 2015                 |
| オスカル・ガルシア           | スペイン       | 2015-2017            |
| マルコ・ローゼ               | ドイツ         | 2017-2019            |
| ジェシー・マーシュ           | アメリカ合衆国 | 2019-2021            |
| マティアス・ヤイスレ         | ドイツ         | 2021-2023            |
| ゲルハルト・ストルバー       | オーストリア   | 2023-2024            |
| ペピン・リンダース           | オランダ       | 2024-                |

## 歴代所属選手 (SVアウストリア・ザルツブルク時代)

### GK
| - オットー・コンラード 1991-1997 | - アレクサンダー・マンニンガー 1996, 2005-06 |  |

### DF
| - マーティン・ヒデン 1994-1996 - ヴォルフガング・ファイアージンガー 1986-1996, 2001-2002 | - ロベルト・イベルツベルガー 1996-1999 - パウル・シャルナー 2004 | - アンドレアス・イベルツベルガー 2001-2005 |

### MF
| - ヘリベルト・ヴェーバー 1989-1994 - アドルフ・ヒュッター 1993-2000 - ムラデン・ムラデノビッチ 1994-1996 | - レネー・アウフハウザー 1997-2001, 2005-2010 - ローランド・キルヒラー 2002-2003, 2005-2007 | - トーマス・ヘスラー 2003-2004 - リシャルリソン・バルボーサ・フェリスビーノ 2003-2005 |

### FW
| - ハンス・クランクル 1989 - オリバー・ビアホフ 1990-1991 | - アントン・ポルスター 1999-2000 | - ニーノ・ブーレ 2005 |

## 歴代所属選手 (FCレッドブル・ザルツブルク時代)

### GK
| - アレクサンダー・マンニンガー 1996, 2005-2006 - ラマザン・エーズガン 2006-2008 | - ティモ・オクス 2006-2009 - エディ・グスタフソン 2009-2014 | - グラーチ・ペーテル 2013-2015 |

### DF
| - トーマス・リンケ 2005-2007 - アレクサンデル・クナヴス 2005-2008 - マークス・シュタインヘーファー 2006-2008 - ホルヘ・ヴァルガス 2006-2008 - レモ・マイヤー 2006-2009 - ボドナール・ラースロー 2006-2009 - ミラン・ドゥディッチ 2006-2011 - 宮本恒靖 2007-2009 - イブラヒム・セカギャ 2007-2013 - マヌエル・パミッチ 2008-2009 - バリー・オプダム 2008-2010 - アニス・ブサイディ 2008-2010 - ラビウ・アフォラビ 2009-2011 | - フランツ・シーマー 2009-2014 - ドゥシャン・シュヴェント 2009-2014 - マルティン・ヒンターエッガー 2009-2016 - クリスティアン・シュヴェクラー 2009-2017 - ダ・シルバ 2010-2013 - ペトリ・パサネン 2011-2012 - フロリアン・クライン 2012-2014 - アイザック・ヴォーサー 2012-2015 - アンドレ・ラマーリョ 2013-2015 - ベンノ・シュミッツ 2014-2016 - ピーター・アンカーセン 2014-2016 - ドゥイェ・チャレタ＝ツァル 2014-2018 - シュテファン・ライナー 2015-2019 | - ベルナルド 2016 - ダヨ・ウパメカノ 2016-2017 |

### MF
| - アンドレアス・イヴァンシッツ 2005-2006 - マルクス・ショップ 2005-2006 - ローランド・キルヒラー 2002-03, 2005-07 - パトリク・イェジェク 2005-2010 - レネー・アウフハウザー 1997-2001, 2005-2010 - エセキエル・アレホ・カルボーニ 2006-2008 - ニコ・コヴァチ 2006-2009 - ヴラディミール・ヤノチコ 2006-2009 - カレル・ピターク 2006-2010 - 三都主アレサンドロ 2007 - サシャ・イリッチ 2007-2010 - クリストフ・ライトゲープ 2007-2017 - ソメン・チョイ 2008-2010 - メジディ・トラウイ 2008-2010 | - ヤコブ・ヤンチャー 2010-2012 - ルイジ・ブラインス 2011 - ラスムス・リンドグレン 2011-2012 - ケヴィン・カンプル 2012-2015 - シュテファン・イルザンカー 2012-2015 - ヴァレンティーノ・ラザロ 2012-2018 - ヴァロン・ベリシャ 2012-2018 - ナビ・ケイタ 2014-2016 - コンラート・ライマー 2014-2017 - 南野拓実 2015-2019 - 奥川雅也 2015-2021 - ヤシン・ペリヴァン 2015-2016 - ザヴェル・シュラーガー 2016-2019 - ハンネス・ヴォルフ 2016-2019 | - アマドゥ・ハイダラ 2016-2019 - ディアディ・サマッセク 2016-2019 |

### FW
| - ニコラ・ユルチェヴィッチ 1991-1995, 1997-1999 - アントン・ポルスター 1999-2000 - アレクサンダー・ツィックラー 2005-2010 - マルク・ヤンコ 2005-2010 - ヴラティスラフ・ロクヴェンツ 2006-2008 - ヨハン・フォンランテン 2006-2010 - ジョルジェ・ラキッチ 2007-2010 - ロビン・ネリッセ 2008-2011 | - アラン 2010-2015 - アレックス・ラファエル 2011 - シュテファン・マイヤーホーファー 2011-2013 - クリスティアーノ 2012-2013 - サディオ・マネ 2012-2014 - ハーヴァルト・ニールセン 2012-2014 - ホナタン・ソリアーノ・カサス 2012-2016 - マルセル・ザビッツァー 2014-2015 | - モアネス・ダブール 2016-2019 - アーリング・ブラウト・ハーランド 2019 |